# Новогригоровка (Арбузинский район)
Новогриго́ровка (укр. Новогригорівка) — село в Арбузинском районе Николаевской области Украины.
Основано в 1895 году. Население по переписи 2001 года составляло 382 человек. Почтовый индекс — 55321. Телефонный код — 5132. Занимает площадь 0,95 км².

## Местный совет
55321, Николаевская область, Арбузинский р-н, с. Новогригоровка, ул. Ленина